# 圣佩赖
圣佩赖（法語：Saint-Péray，法語發音：[sɛ̃ peʁɛ] ⓘ），法国东南部城市，奥弗涅-罗讷-阿尔卑斯大区阿尔代什省的一个市镇，隶属于罗讷河畔图尔农区，其市镇面积为24.05平方公里，2022年1月1日时人口数量为7,591人，在法国城市中排名第1,409位。
圣佩赖位于阿尔代什省东部，罗讷河右岸，隔河与德龙省相望，是一个区域性的中心城市，因同名葡萄酒而闻名，多条公路在此交汇。

## 地名来源
根据当地地方媒体的论述，“Saint-Péray”转写自拉丁语“Sanctus Petrus d’Ay”，其对应的法语拼写为“Saint Pierre d'Ay”。法国大革命期间，圣佩赖被更名为“Péray-Vin-Blanc”。
圣佩赖所处区域历史上曾通行奥克语，当地在奥克语维基百科及Openstreetmap中被拼写为“Sant Pèire d'Ai”。

## 历史

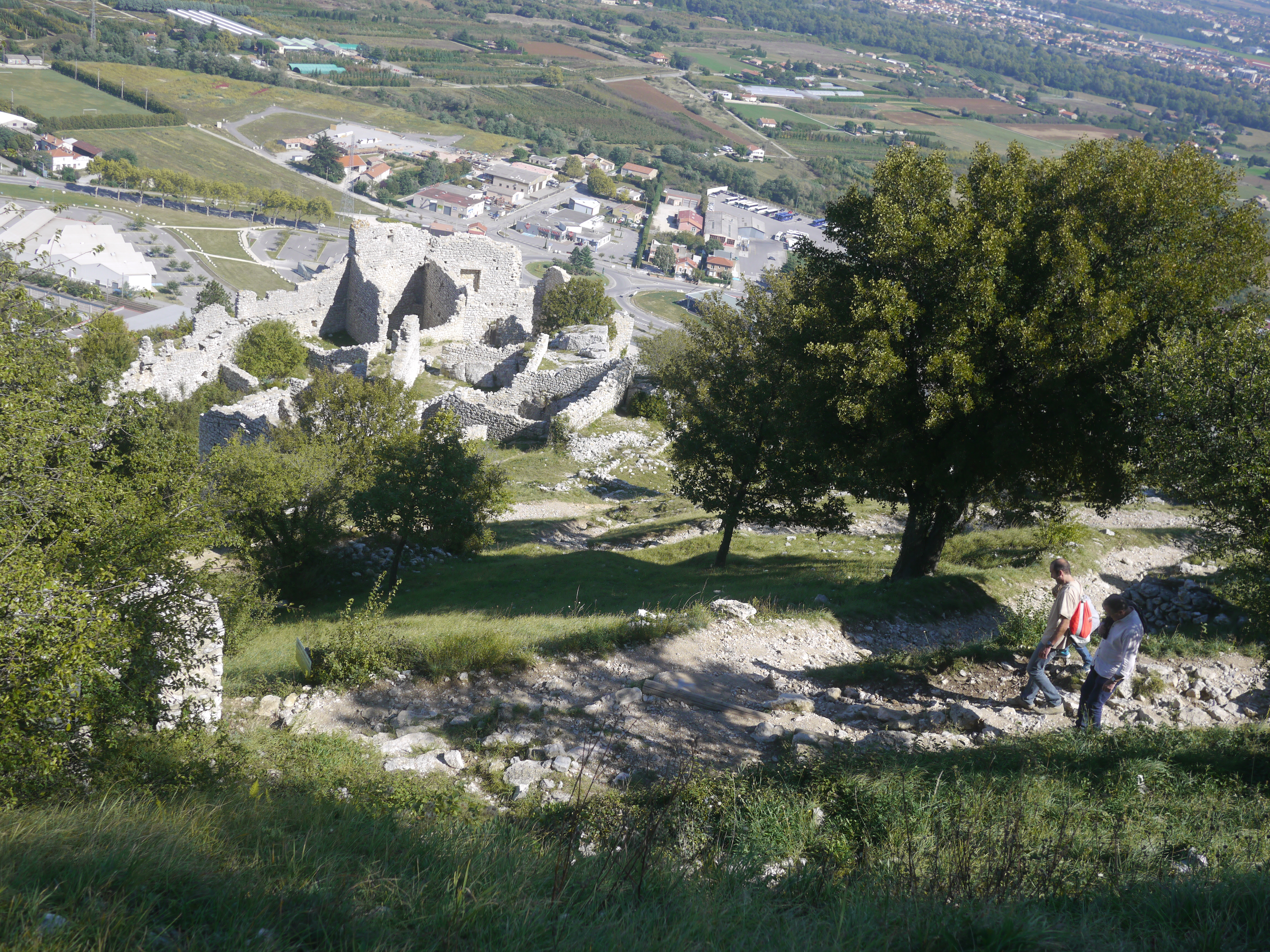
克吕索勒城堡遗址

圣佩赖的早期历史尚不清楚。根据当地官方网站的论述，圣佩赖所在地区在古典时期就已出现人类活动。中世纪中期，圣佩赖是瓦朗斯主教区的一部分，当地的领主获得男爵头衔，并在当地的一处山头兴建防御工事，后者13世纪时扩建成为克吕索勒城堡。15世纪时，圣佩赖地区出现了葡萄酒种植园。宗教战争期间，在路易十三的要求下，克吕索勒城堡被拆除。法国大革命后，圣佩赖成为阿尔代什省的一个市镇。工业革命期间，途径圣佩赖的日沃尔—格勒藏铁路建成通车。二战后，得益于瓦朗斯的城市扩张，圣佩赖人口数量逐年增加。圣佩赖火车站于1973年关闭。自2017年起，圣佩赖每年举办“克吕索勒狂欢节”。
在行政区划方面，圣佩赖在1801至2015年间为圣佩赖县的县治。

## 地理

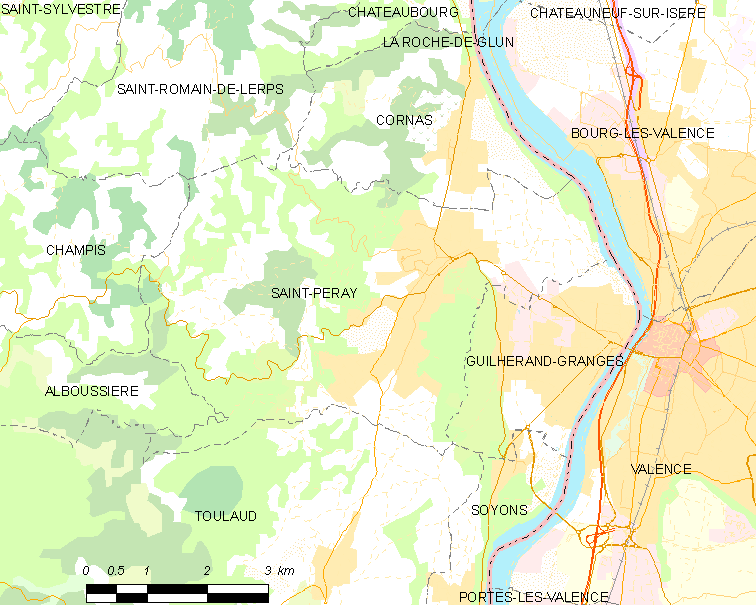
圣佩赖市镇范围地图

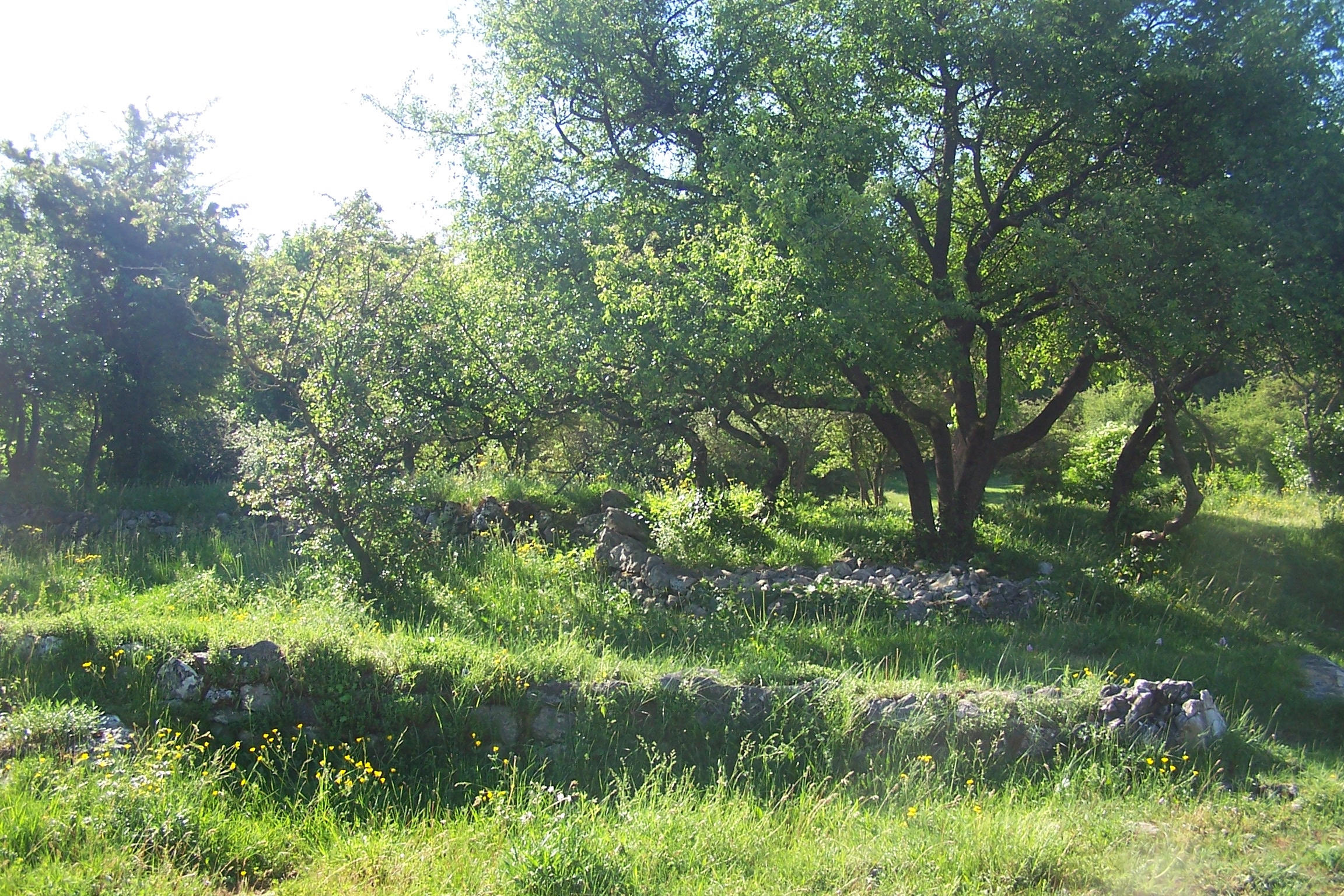
圣佩赖的一处绿地

圣佩赖位于法国东南部，奥弗涅-罗讷-阿尔卑斯大区南部和阿尔代什省东部，距离省会普里瓦大约39公里。与圣佩赖接壤的市镇包括：圣罗曼德莱尔、科尔纳斯、尚皮、阿尔布西耶尔、瓦朗斯堡、图洛和吉耶朗-格朗日。

### 地形
圣佩赖位于法国中央高原东部边缘，维瓦赖山东部的一处山前冲积带附近，境内包括平原和山地两大区域：市镇中心地势较为平坦，部分区域被开辟为葡萄酒种植园；市镇西侧为山地，部分区域高差明显，全境海拔在107到642米之间。

### 水文
圣佩赖位于罗讷河流域范围内，罗讷河干流自北向南流经市镇范围东界，另有其右岸支流米亚朗河（Le Mialan）自西向东流经镇中心。

### 植被
圣佩赖属于温带阔叶混交林区，林地广泛分布于山地和河流附近。
在鲜花城市的评比中，圣佩赖暂未被评级。

### 气候
圣佩赖在柯本气候分类法中属于带有地中海气候特征的温带海洋性气候（Cfb）。

## 行政区划
圣佩赖的市镇编号为07281，邮政编号为07130。
在行政管理方面，圣佩赖隶属于法国奥弗涅-罗讷-阿尔卑斯大区阿尔代什省罗讷河畔图尔农区；在地方选举方面，圣佩赖隶属于吉耶朗-格朗日县的中央投票站所在地，其市镇范围全境被划入阿尔代什省第二选区；在社会管理方面，圣佩赖是罗讷-克吕索勒市镇公共社区的组成部分。
截至2023年9月，圣佩赖市镇范围内暂无任何城市敏感街区及城市政策优先街区。
法国国家统计与经济研究所（简称）在进行数据统计时，将圣佩赖及相邻的另外9个市镇设为瓦朗斯城市核心区，并将包括核心区在内的周边共41个市镇划为瓦朗斯城市区。自2020年起，瓦朗斯城市区被包含71个市镇的瓦朗斯城市辐射区代替。此外，还将圣佩赖市镇分为了三个“块区”（IRIS），以便于统计人口分布情况。

## 交通

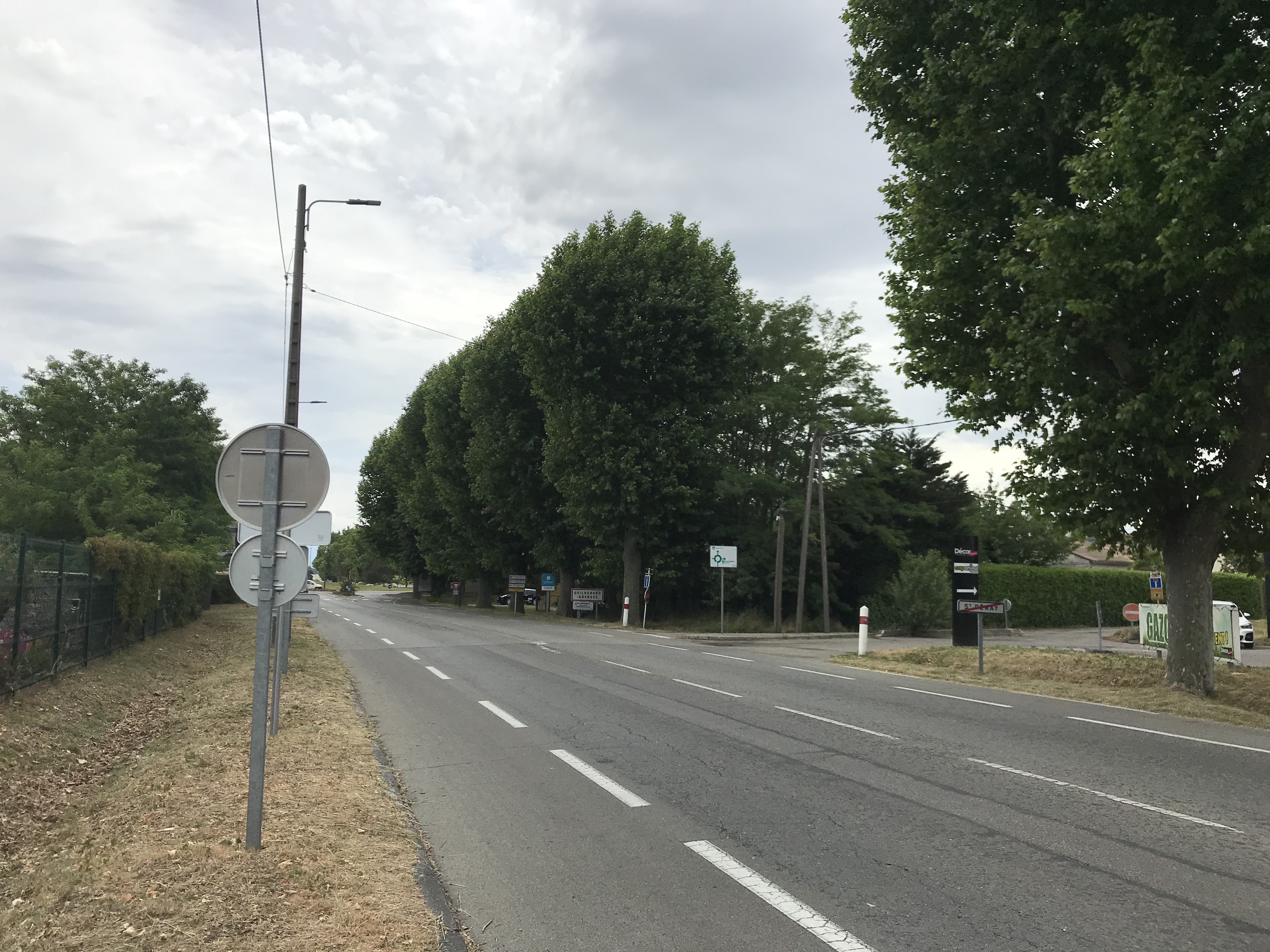
横穿圣佩赖镇中心的大乌姆施塔特街

### 公路
阿尔代什省省道D86线、D279线、D287线和D533线在圣佩赖境内交汇。奥弗涅-罗讷-阿尔卑斯大区城际客运E03线经过圣佩赖，可前往阿诺奈及沿途各市镇。
2019年，84.5%的圣佩赖家庭拥有至少一辆私人汽车。2021年，圣佩赖境内共发生各类交通事故30起，造成37人受伤，其中6人重伤。
| 14 | 10 |

| 15 | 7.5 |

| 普里瓦 | 39 |

| 勒普赞 | 25 |

| 瓦朗斯 | 6 |

| 吉耶朗-格朗日 | 4 |

| 阿诺奈 | 48 |

| 图尔农 | 16 |

### 铁路
圣佩赖位于日沃尔—格勒藏铁路上，该铁路自1973年起仅提供货运服务。
距离圣佩赖最近的运营中的客运铁路车站为5.3公里外的瓦朗斯城站，该站停靠直通巴黎的高速列车和前往里昂、马赛、格勒诺布尔、布里扬松等方向的区域列车。

### 航空
距离圣佩赖最近的民用航空站为120公里外的里昂圣埃克絮佩里机场。

### 城市公共交通
圣佩赖是瓦朗斯-罗芒城市公共交通（商业名称为）的服务范围，后者是瓦朗斯及周边地区的城市公共交通系统。截至2023年9月，该系统共包括数十条公交线路，其中公交8路、14路、40路、46路和47路经过圣佩赖市区。

## 政治

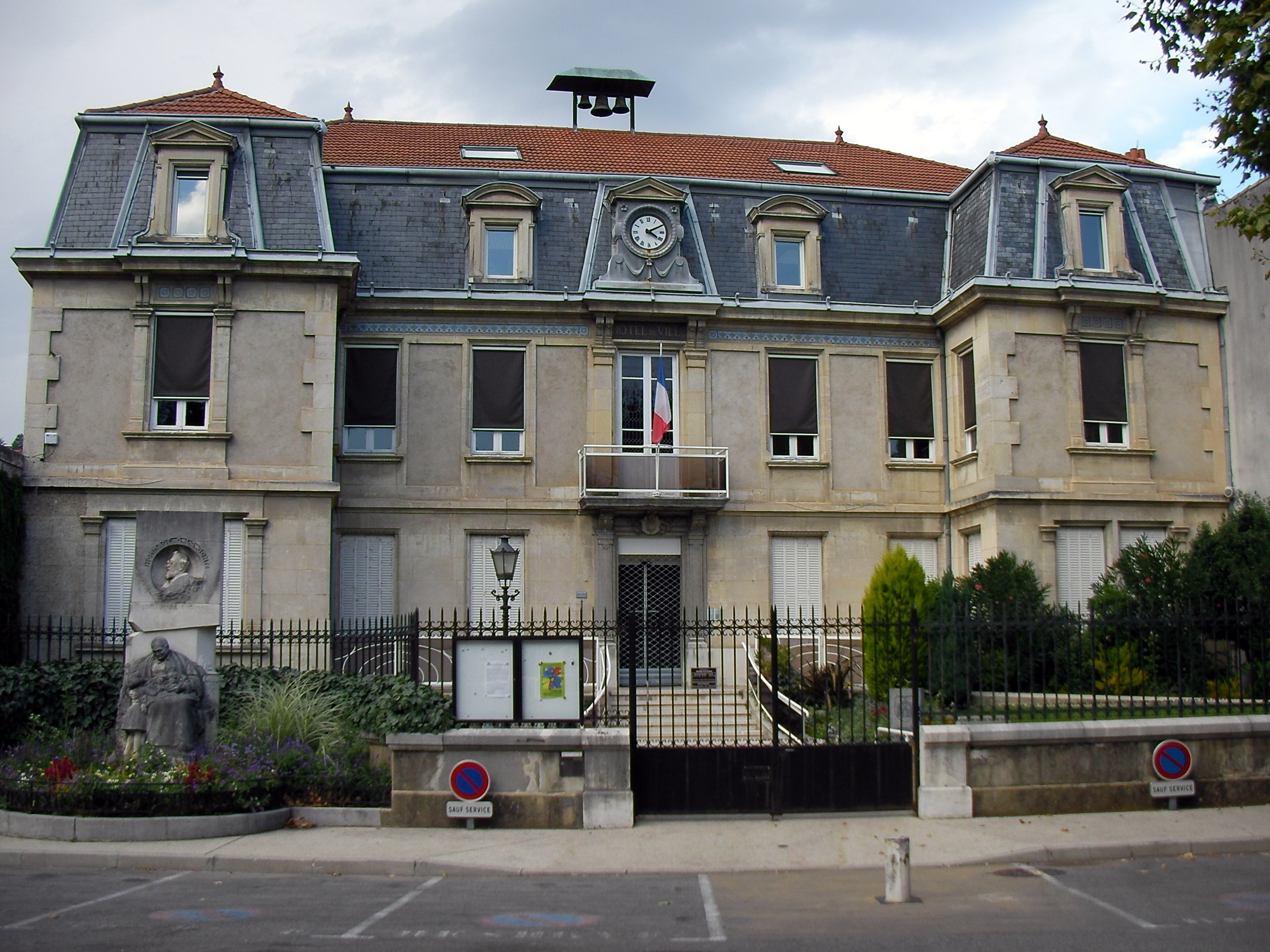
圣佩赖市政厅

圣佩赖的现任市长为雅克·迪拜先生（Jacques DUBAY），他是一名右翼无党派人士，在2020年的市政选举中获得了86.71%的支持率。
在2022年的法国总统大选中，法国第25任总统埃马纽埃尔·马克龙在圣佩赖获得了64.28%的支持率。

## 人口
2020年，圣佩赖市镇人口数量为7,538，在法国排名第1,409位。其中男性3,560人，女性3,978人，75岁及以上人口占10.4%，外籍人口数量为129人，人口密度为313人/平方公里，当地居民被称为（男性）或（女性）。2021年，圣佩赖境内出生59人，死亡人口71人。
| 圣佩赖1901年－2020年人口变化情况 |
|                                  |
| 数据来源：Cassini、INSEE         |

## 经济
圣佩赖是一个区域性的中心城市。截至2023年9月，圣佩赖市镇范围内共有各类用人单位（包含自雇）1,372家，平均历史14年，其中98.77%为中小型企业（PME），2023年7月至9月间，当地的经济活力指数为0.22%。（器械租赁）、（房梁工程）及（工业设备）是当地2021年营业额最高的三个企业，分别为54,598,504欧元、2,854,838欧元和1,897,431欧元。

## 财政与居民收入
2021年，圣佩赖的财政收入总额为7,545,460欧元，财政支出总额为6,464,360欧元，当年的债务总额为10,807,200欧元。2021年，圣佩赖市镇通过增值税获得227,620欧元的收入，此外当地还共获得了724,430欧元的国家直接财政补助。
2019年，圣佩赖的人均月收入总额为2,594欧元，其中高级职员为4,337欧元，高于法国平均水平（4,230欧元）；中级职员为2,390欧元，低于法国平均水平（2,411欧元）；普通职员为1,836欧元，高于法国平均水平（1,740欧元）。
2020年，圣佩赖境内的贫困率为7%，青壮年（15至64岁）失业率为8.8%；2022年，当地54.0%的家庭拥有纳税资格，平均纳税4,853欧元，高于法国平均水平（4,393欧元）。

## 社会事务

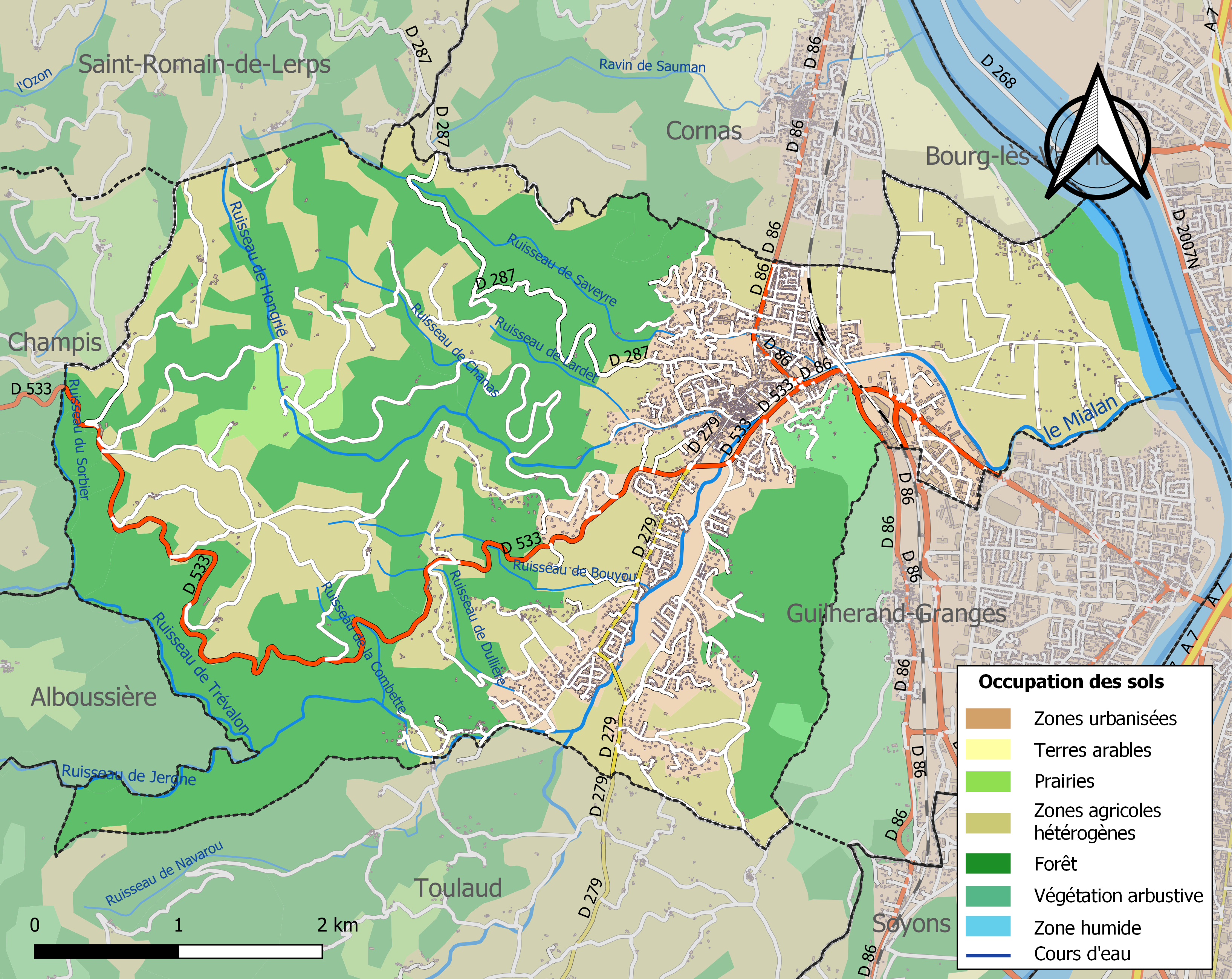
圣佩赖土地利用情况地图

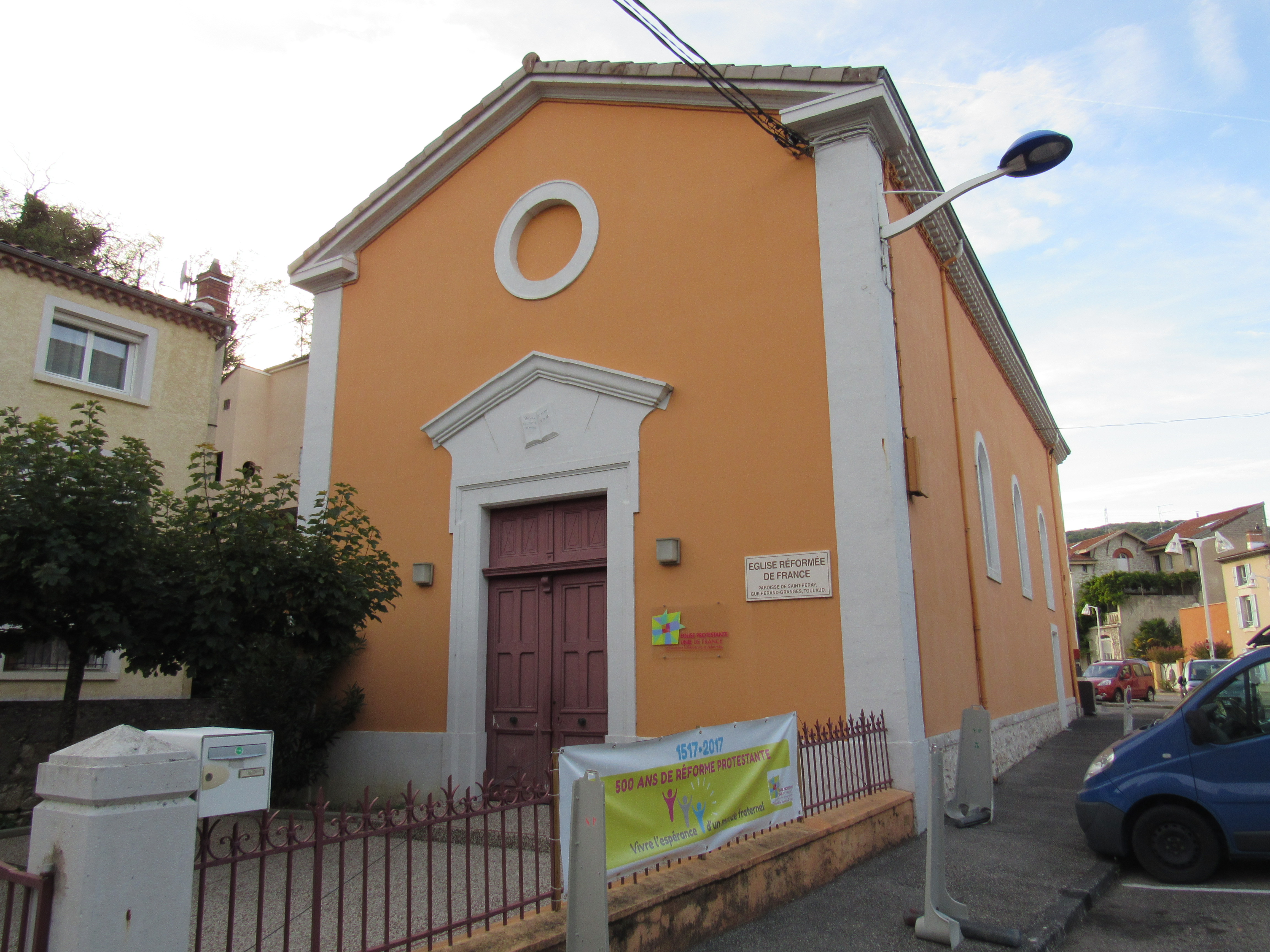
圣佩赖新教教堂

### 教育
圣佩赖属于格勒诺布尔学区。截至2021年1月1日，圣佩赖境内共有2所幼儿园、3所小学、1所初级中学。2021至2022学年度，圣佩赖境内共有在校中等教育阶段学生562名。

### 医疗
截至2021年1月1日，圣佩赖境内共有全科医生10名、保健师21名、牙医3名、护士20名、助产士2名、药房2家。
距离圣佩赖最近的区域性医疗机构为瓦朗斯中心医院（Centre Hospitalier de Valence），其主病区位于瓦朗斯市区东南部，距离圣佩赖市区的正常车程约10分钟，该院设有床位740个，是当地规模最大的公立综合性医院。

### 住房
2020年，圣佩赖境内共有各类住房3,589套，其中74.6%为独立式居民区，25.2%为集中式居民区。常住房屋占圣佩赖市镇范围内居民建筑总量的91.3%。
在住房保障政策方面，2022年，圣佩赖境内共有404户家庭获得了住房经济补助，受益人数占总人口数量的5.9%，其中389份为房租补助。

### 商业
2021年，圣佩赖境内共有各类实体商铺193家，其中餐厅33家、大型超市3家、杂货店3家、面包房8家、肉铺7家、书店1家、银行门店4家、美容美发店15家、汽车维修店10家。市区东部建有开放式商业街区，有Aldi、迪卡侬、Gifi等购物商场。

### 体育
2021年，圣佩赖境内共有1家游泳池、1间体育馆、4处网球场、1处马术场、2处足球或橄榄球场以及2处篮球或排球场。
截至2023年9月，圣佩赖境内暂无任何注册足球俱乐部。

### 环境
圣佩赖的环境事务由其所属的罗讷-克吕索勒市镇公共社区联合各级政府协调负责。2021年，圣佩赖境内共有1家污染企业。

### 治安
圣佩赖及其附近的共4个市镇是吉耶朗-格朗日警区的管辖范围。2020年，该警区累计记录各类案件783起，其中盗窃类案件482起，经济类案件99起，毒品交易类案件39起。

## 文化

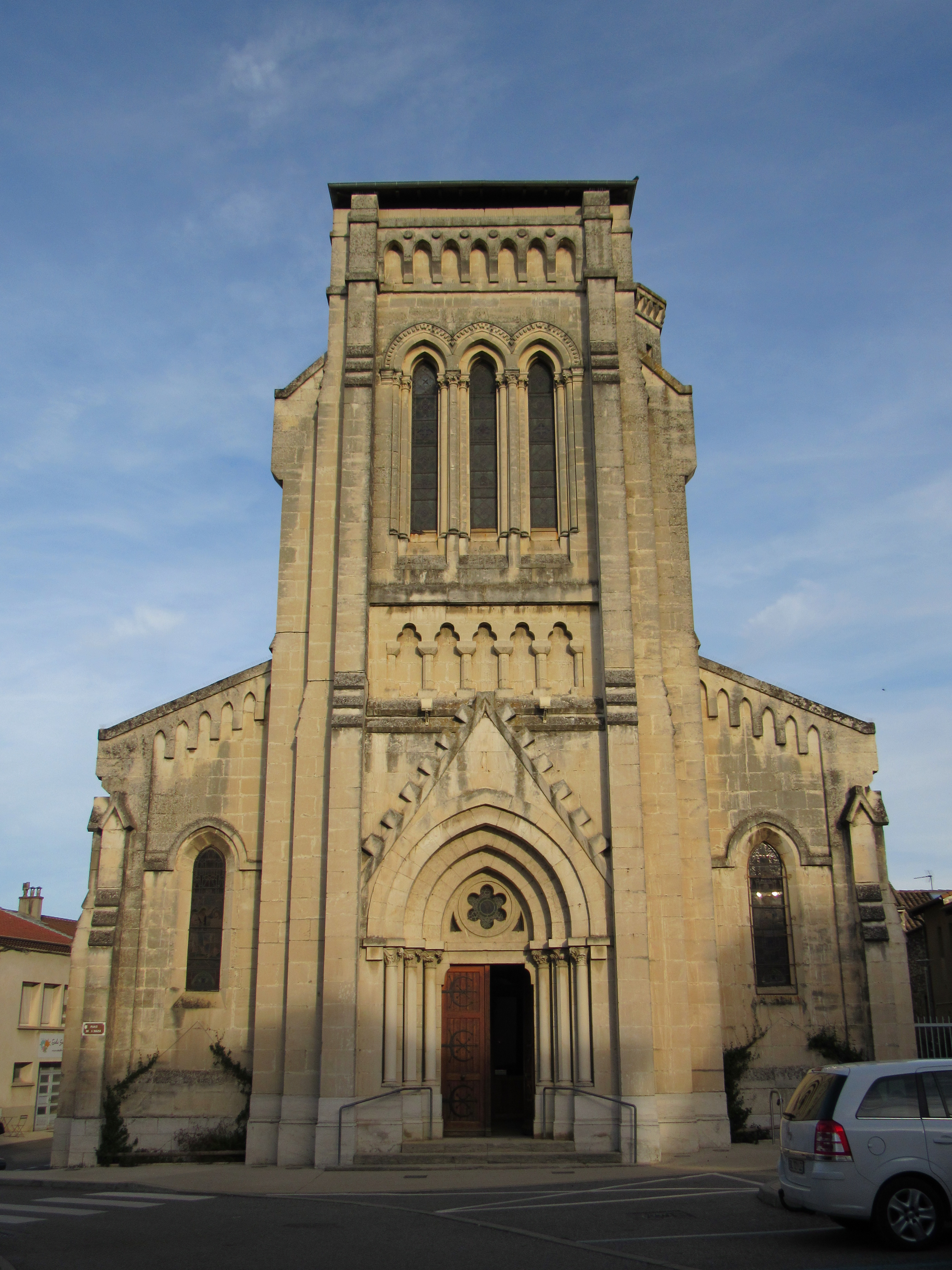
圣伯多禄教堂

2021年，圣佩赖境内暂无任何文化设施。圣佩赖市政府提供罗讷-克吕索勒多媒体中心（Médiathèque de Rhône-Crussol），每周一至六向公众开放。

### 建筑
圣佩赖境内有多处历史建筑，其中克吕索勒城堡遗址为法国国家文物保护单位，圣伯多禄教堂（Église Saint-Pierre de Saint-Péray）亦是当地的地标性建筑物。

### 旅游
圣佩赖的旅游事务由其所属的罗讷-克吕索勒市镇公共社区负责。2023年，圣佩赖境内共有1家酒店共计23间房间。

### 媒体
法国主要的媒体均可在圣佩赖接收，法国电视三台下属的奥弗涅-罗讷-阿尔卑斯大区频道在部分时段播出圣佩赖所在阿尔代什省的地方新闻。《德龙周刊》、《阿尔代什周报》、蓝色法兰西德龙-阿尔代什广播等是当地主要的地方性媒体。

### 葡萄酒
圣佩赖因同名葡萄酒而闻名，后者为罗讷河谷产区的一部分，自1936年起获得原产地命名控制标志。

## 相关人物
法国厨师雅克·皮克出生于圣佩赖。

## 友好城市
截至2023年9月，圣佩赖共与三座城市建立了友好城市关系：
- 德国 大乌姆施塔特
- 義大利 阿索
- 葡萄牙 圣蒂尔苏